# Matti Morottaja
Matti Heikki Ilmari Morottaja, Kuobžâ-Saammâl Matti, född 28 december 1942 i Sammuttijärvi i Finland, är en enaresamisk översättare, författare och politiker.
Matti Morottaja var son till Sammeli Morottaja och Haanu-Ánná och utbildade sig på den samiska kristna folkhögskolan i Enare kyrkby och lärarseminariet i Kemijärvi, där han tog examen 1969. Han arbetade i Åbo och bedrev samtidigt universitetsstudier. Åren 1971-76 var han lärare på den samiska kristna folkhögskolan i Enare.
Han var ledamot i Delegationen för sameärenden, föregångare till Sametinget från det att det grundades 1973 och han var dess ordförande under sex år. Från 1976 arbetade han med utveckling av undervisning i samiska på länsstyrelsen i Lappland (sedan 2010 Regionförvaltningsverket i Lappland). Från 1997 och till sin pensionering var han heltidslärare i enaresamiska.
Han var 1986 medgrundare till den enaresamiska språkföreningen Anarâškielâ servi och dess första ordförande.
Han är far till rapparen Amoc och författaren Petter Morottaja.

## Översättningar
- Nieidâ kote šoodâi kollekuálsin, en översättning av Samuli Aikios nordsamiska roman Nieida guhte šaddai gollegoalsin 1982
- Rauna Paadar-Leivo, Halstemjeegi noaidi 1990
- Kirsti Paltto, Tivgâ (Divgá) 1994
- Veikko Holmberg Tuuru-kuobžâ 1995